# David Parker (Tontechniker)
David Parker (* 1951) ist ein US-amerikanischer Tontechniker, der zweimal den Oscar für den besten Ton gewann und weitere sieben Mal nominiert wurde.
Seit 1980 hat er an mehr als 150 Produktionen mitgewirkt. 1984 wurde er erstmals für den Oscar nominiert, seine erste Auszeichnung erfolgte 1998 für die Literaturverfilmung Der englische Patient. 2008 konnte er den Oscar für den Agentenfilm Das Bourne-Ultimatum erneut erringen. Dieser Film brachte ihm zusammen mit seinen Kollegen auch einen BAFTA-Award sowie den Satellite Award ein. 

## Filmografie (Auswahl)
- 1980: Freibeuter des Todes (The Island)
- 1982: Der Android (Android)
- 1982: Lonely Hearts
- 1983: Der Stoff, aus dem die Helden sind (The Right Stuff)
- 1983: Wenn die Wölfe heulen (Never Cry Wolf)
- 1990: Wild at Heart – Die Geschichte von Sailor und Lula (Wild at Heart)
- 1997: Der englische Patient (The English Patient)
- 1999: Der talentierte Mr. Ripley (The Talented Mr. Ripley)
- 2001: Die Mumie kehrt zurück (The Mummy returns)
- 2004: Fluch der Karibik (Pirates of the Caribbean: The Curse of the Black Pearl)
- 2004: Hidalgo – 3000 Meilen zum Ruhm (Hidalgo)
- 2004: Van Helsing
- 2007: Das Bourne-Ultimatum (The Bourne Ultimatum)
- 2007: Zodiac – Die Spur des Killers (Zodiac)
- 2008: Der seltsame Fall des Benjamin Button (The Curious Case of Benjamin Button)
- 2010: The Social Network (The Social Network)
- 2010: The Tourist
- 2011: Verblendung (The Girl with the Dragon Tattoo)
- 2011: Der letzte Tempelritter (Season of the Witch)
- 2012: Das Bourne Vermächtnis (The Bourne Legacy)
- 2012: Ice Age 4 – Voll verschoben (Ice Age: Continental Drift)
- 2013: Die Unfassbaren – Now You See Me (Now You See Me)
- 2013: Her
- 2014: Maleficent – Die dunkle Fee (Maleficent)
- 2014: Lucy
- 2014: Gone Girl – Das perfekte Opfer (Gone Girl)
- 2015: A World Beyond (Tomorrowland)
- 2016: Alice im Wunderland: Hinter den Spiegeln (Alice Through the Looking Glass)
- 2016: Rogue One: A Star Wars Story
- 2017: No Way Out – Gegen die Flammen (Only the Brave)
- 2017: Star Wars: Die letzten Jedi (Star Wars: The Last Jedi)
- 2018: Solo: A Star Wars Story
- 2019: Knives Out – Mord ist Familiensache (Knives Out)
- 2020: Soul
- 2020: Mank

## Auszeichnungen (Auswahl)
Academy Award (Oscar)
Gewonnen
- 1997: Oscar: in der Kategorie Bester Ton für Der Englische Patient
- 2008: Oscar: in der Kategorie Bester Ton für Das Bourne Ultimatum

Nominiert
- 1984: Oscar: in der Kategorie Bester Ton für Wenn die Wölfe heulen
- 2004: Oscar: in der Kategorie Bester Ton für Fluch der Karibik
- 2009: Oscar: in der Kategorie Bester Ton für Der seltsame Fall des Benjamin Button
- 2011: Oscar: in der Kategorie Bester Ton für The Social Network
- 2012: Oscar: in der Kategorie Bester Ton für Verblendung[5]
- 2017: Oscar: in der Kategorie Bester Ton für Rogue One: A Star Wars Story
- 2018: Oscar: in der Kategorie Bester Ton für Star Wars: Die letzten Jedi
- 2021: Oscar: in der Kategorie Bester Ton für Mank
- 2021: Oscar: in der Kategorie Bester Ton für Soul

BAFTA Awards
Gewonnen
- 2008: Bester Sound für The Bourne Ultimatum[6]

Nominiert
- 1991: Bester Sound für Wild at Heart – Die Geschichte von Sailor und Lula
- 1997: Bester Sound für Der englische Patient
- 2004: Bester Sound für Pirates of the Caribbean: The Curse of the Black Pearl[7]
- 2018: Bester Sound für Star Wars: Die letzten Jedi
- 2021: Bester Sound für Soul